# Justicia huacanensis
Justicia huacanensis är en akantusväxtart som beskrevs av T.F.Daniel och V.W.Steinm.. Justicia huacanensis ingår i släktet Justicia och familjen akantusväxter. Inga underarter finns listade i Catalogue of Life.